# 维埃纳河畔沃
維埃納河畔沃（法語：Vaux-sur-Vienne，法語發音：[vo syʁ vjɛn]）是法国新阿基坦大区维埃纳省的一个市镇，属于沙泰勒罗区。

## 地理
维埃纳河畔沃（46°54'45"N, 0°33'42"E）面积7 平方千米，位于法国新阿基坦大区维埃纳省，该省份为法国中西部省份，北起曼恩-卢瓦尔省和安德尔-卢瓦尔省，西接德塞夫勒省，南至夏朗德省，东南接上维埃纳省，东临安德尔省。
与维埃纳河畔沃接壤的市镇（或旧市镇、城区）包括：昂特朗、当热-圣罗曼、安格朗德、韦莱什。

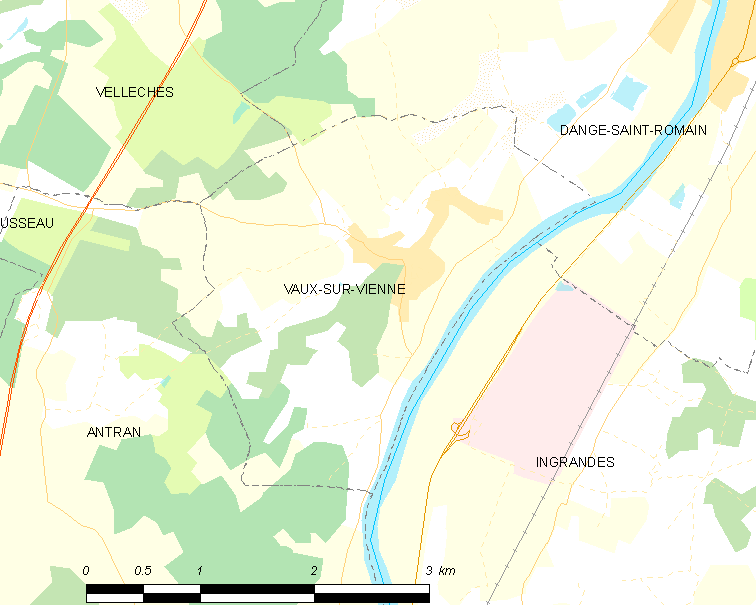
维埃纳河畔沃的OSM定位图

维埃纳河畔沃的时区为UTC+01:00、UTC+02:00（夏令时）。

## 行政
维埃纳河畔沃的邮政编码为86220，INSEE市镇编码为86279。

## 政治
维埃纳河畔沃所属的省级选区为沙泰勒罗第二县。

## 人口

1962-2008年间维埃纳河畔沃人口变化图示

维埃纳河畔沃于2022年1月1日时的人口数量为543人。